# 강릉 초당동 유적
강릉 초당동 유적(江陵 草堂洞 遺蹟)은 대한민국 강원특별자치도 강릉시 초당동에 있는 선사유적이다. 2007년 12월 3일 대한민국의 사적 제490호로 지정되었다.

## 개요
강릉 초당동 일대는 지표조사 및 발굴조사(1993년 이후 강릉대학교 박물관, 강원문화재연구소에서 약 27차례에 걸쳐 발굴 및 시굴조사)를 통하여 신석기, 청동기, 철기시대, 삼국시대에 이르는 주거지와 고분유적이 함께 분포하는 복합유적으로 확인되었으며, 특히 2005년 5월∼6월에 강원도문화재연구소에서 발굴한 초당동 84-2번지 주택신축부지에서 확인된 신라시대 수혈식 석곽묘는 주·부곽이 달린 독특한 장법의 대형분으로 금동제 호접형 관모장식, 은제 허리띠 장식, 마구류, 철검, 철촉 등이 출토되었으며 이는 삼국시대 당시 강릉지역의 토착세력 존재를 확인시켜주는 귀중한 유물로서 삼국시대 동해안 일대를 중심으로 한 영동지역과 신라와의 관계 등 강릉지역의 지정학적 위상과 관련하여 학술적·문화재적 연구에 가치가 있다.

## 참고 자료
- 강릉 초당동 유적 - 국가유산청 국가유산포털